# Felix A. Münter

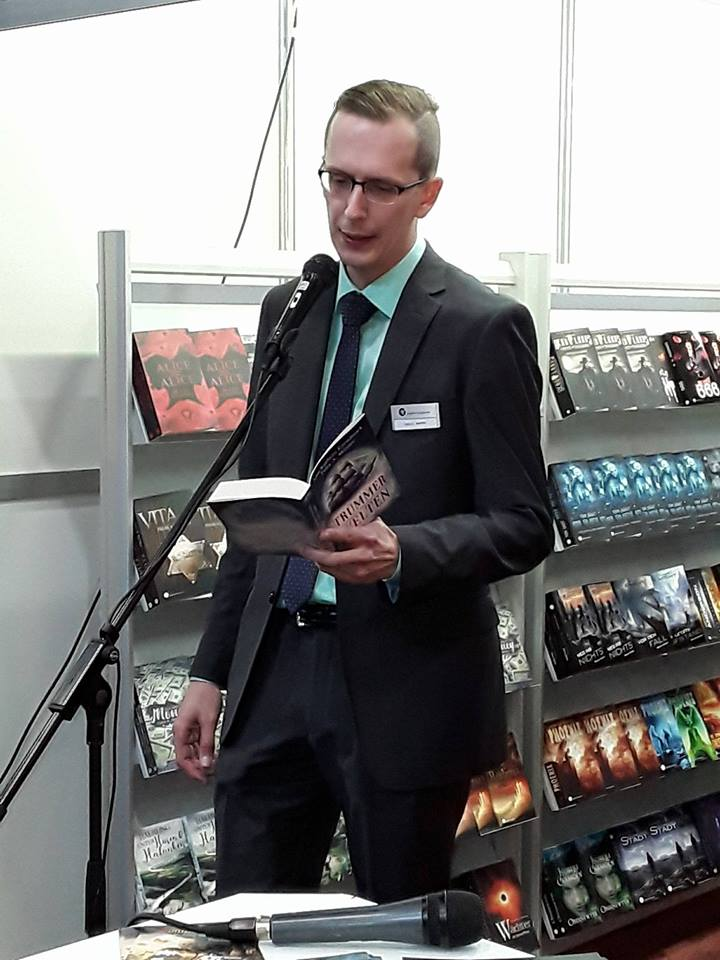
Leipziger Buchmesse 2017: Felix Münter liest aus "Trümmerwelten: Das Geheimnis der Alice Sparrow".

Felix Alexander Münter (* 3. Juni 1985 in Dortmund) ist ein deutscher Autor und Übersetzer.

## Leben
Felix Münter studierte Angewandte Sozialwissenschaften an der FH Dortmund. Seit 2009 arbeitet er als Freiberufler im Sozial- und Gesundheitswesen. Er ist ausgebildeter Notfallseelsorger.
Seit 2014 ist Felix Münter als Autor bei mehreren Verlagen tätig. Bisher hat er in den Genres Postapokalypse, Horror, Thriller, Steampunk, Scifi und Fantasy veröffentlicht.
Von 2015 bis Ende 2016 war Münter als Lektor und Kolumnist bei teilzeithelden.de tätig. Von 2009 bis 2017 war er Mitglied der SPD und hielt von 2016 bis 2017 ein Mandat in der Bezirksvertretung Innenstadt-West. Im Oktober 2017 trat er aus der Partei aus und legte sein Mandat nieder.  Er lebt und arbeitet in Dortmund.

## Bibliographie
Bislang wurden von Felix Münter folgende Romane veröffentlicht:
The Rising:
Eine postapokalyptische Buchreihe, die einige Jahrzehnte nach dem Zusammenbruch der menschlichen Zivilisation spielt. Im Jahr 2017 ist sie von Mytago ins Tschechische übersetzt worden.
- The Rising 1: Neue Hoffnung (Mantikore Verlag, 2014) – ISBN 978-3-93921-291-1
- The Rising 2: Das Gefecht (Mantikore Verlag, 2014) – ISBN 978-3-93921-282-9
- The Rising 3: Neue Fronten (Mantikore Verlag, 2016) – ISBN 978-3-94549-338-0

Westrin-Trilogie:
Die Bücher erschienen ursprünglich ab 2015 bei Prometheus Games, im Januar 2018 kam es jedoch zur Vertragsauflösung, die Rechte hält seitdem der Papierverzierer Verlag. Im Februar 2018 kam es zur Neuauflage.
- Kaisersturz (Papierverzierer Verlag, 2018) – ISBN 978-3-95962-511-1
- Exil (Papierverzierer Verlag, 2018) – ISBN 978-3-95962-513-5
- Schicksal (Papierverzierer Verlag, 2018) – ISBN 978-3-95962-515-9

Trümmerwelten: (zusammen mit Ann-Kathrin Karschnick)
- Trümmerwelten 1: Das Geheimnis der Alice Sparrow (Papierverzierer Verlag, 2017) – ISBN 978-3-95962-327-8
- Trümmerwelten 2: Die Odyssee der Alice Sparrow (Papierverzierer Verlag, 2017) – ISBN 978-3-95962-329-2
- Trümmerwelten 3: Das Schicksal der Alice Sparrow (Papierverzierer Verlag, 2018) – ISBN 978-3-95962-3-315

Die Carter-Akten
Seit Juni 2018 wird die Reihe ebenfalls vom Papierverzierer Verlag in englischer Sprache verlegt.
- Mercenary (Papierverzierer Verlag, 2017) – ISBN 978-3-95962-603-3
- Hunter (Papierverzierer Verlag, 2017) – ISBN  978-395962-607-1
- Hijacker (Papierverzierer Verlag, 2017) – ISBN 978-395962-611-8
- Bloodhound (Papierverzierer Verlag, 2018) – ISBN 978-395962-613-2
- Hitman (Papierverzierer Verlag, 2018) – ISBN 978-395962-615-6
- Lone Wolf (Papierverzierer Verlag, 2018) – ISBN 978-395962-625-5
- Hardliner (Papierverzierer Verlag, 2019) – ISBN 978-395962-637-8
- Loyalist (Papierverzierer Verlag, 2019) – ISBN 978-395962-643-9

Troubleshooter
- Das Aufgebot (Papierverzierer Verlag, 2017) – ISBN 978-395962-030-7
- Jäger und Gejagte (Papierverzierer Verlag, 2017) – ISBN 978-3-95962-032-1
- Ein Funken Wahrheit (Papierverzierer Verlag, 2018) – ISBN 978-395962-035-2

Archon
- Vermächtnis (Papierverzierer Verlag, 2017) – ISBN 978-3-95962-701-6
- Höhere Macht (Papierverzierer Verlag, 2018) – ISBN 978-3-95962-702-3

Dynastie
- Königsretter (Papierverzierer Verlag, 2018) – ISBN 978-395962-253-0
- Königsfreund (Papierverzierer Verlag, 2018) – ISBN 978-395962-256-1
- Königsbote (Papierverzierer Verlag, 2019) – ISBN 978-395962-258-5

Bootleggers
- Wild Years (Papierverzierer Verlag, 2019) – ISBN 978-3-95962-638-5

Einzelwerke
- Arcadia (Mantikore Verlag 2015) – ISBN 978-3-93921-285-0
- Lincoln County Lockdown (Mantikore Verlag, 2015) – ISBN 978-3-94549-332-8
- Vita (Papierverzierer Verlag, 2017) – ISBN 978-3-95962-028-4
- All about the money (Papierverzierer Verlag, 2017) – ISBN 978-3-95962-600-2
- Prepper (Papierverzierer Verlag, 2017) – ISBN 978-3-95962-127-4
- Nulllinie (Papierverzierer Verlag, 2017) – ISBN 978-3-95962-605-7
- Der kleine König (Papierverzierer Verlag, 2018) – ISBN 978-3-95962-207-3
- Kalt wie Eis – Ein Splittermond-Roman (Feder und Schwert, 2018) – ISBN 978-3-86762-331-5
- Kaisergardist – ein Westrin-Roman (Papierverzierer Verlag, 2018) – ISBN 978-3-95962-517-3
- Phoroi – ein Westrin-Roman (Papierverzierer Verlag, 2018) – ISBN 978-3-95962-519-7
- Legionär – ein Westrin-Roman (Papierverzierer Verlag, 2018) – ISBN 978-3-95962-521-0

Übersetzungen
- Destiny Quest 1: Legion der Schatten (Mantikore Verlag, 2015) – ISBN 978-3-93921-275-1

## Auszeichnungen
- RPC-Award 2015 für The Rising: Neue Hoffnung
- Bloggerpreis "Silberner Stephan" 2016 für The Rising 3: Neue Fronten
- Bloggerpreis "Bronzener Stephan" 2016 für Exil